# Probatiomimus eximius
Probatiomimus eximius är en skalbaggsart som beskrevs av Julius Melzer 1934. Probatiomimus eximius ingår i släktet Probatiomimus och familjen långhorningar. Inga underarter finns listade i Catalogue of Life.